# Tegretol
A Tegretol karbamazepin hatóanyagú gyógykészítmény. Pszichiátriai szerek (maior tranquillans-ok), egyéb szerek mozgásos mellékhatásainak csökkentése, görcsküszöböt emel, enyhén megnyugtat. nagyobb adagban felhalmozódhat és önmaga kiürülését gátolhatja -vizelet visszatartó (antidiuretikus) hatással is bír.
Hosszabb használata tardív diszkinéziát (nem múló izommerevség, rángások) és initiatíva-hiányt okoz(hat). Fontos a havonta történő ellenőrzés, érzelmi alapállapot, vérkép és mozgásos funkciók.

## Használják
- az epilepszia kezelésére,
- speciális fájdalom típusok, (pl. trigeminus fájdalom)
- szklerózis multiplex okozta idegfájdalmak esetén,
- pszichózisok kezelésére (mániás-depressziós epizódok megelõzése, agitált esetek)
- alkohol/ más szerek elvonásos állapotokban a rohamok megelõzésére,
- nagy mennyiségû vizelettel és olthatatlan szomjúsággal (polydipsia) járó anyagcserezavarok esetén.

Hosszú adása esetén a hatóanyagot helyettesíteni kell (szubsztitúció) vagy 3-10 napos szüneteket, „drug holidayt” tanácsos közbeiktatni. Nem csak görcsgátló és nyugtató, de meglassítja a gondolkodást beszűkíti az érzelmi életet. A karbamazepin hatása sok esetben kiváltható más szerekkel is (benzodiazepam, buspiron, vagy más szerek kis adagban történő kombinációival (szinergizmus). Kis adagban a dadogás terápiájában is felhasználható (tónusos görcs) csökkentésére.
Nagy mennyiségben alkohollal kettős látást eszméletvesztést okoz, ezért terápia alatt alkohol fogyasztása tilos